# Elezioni parlamentari in Danimarca del 2015
Le elezioni parlamentari in Danimarca del 2015 si tennero il 18 giugno per il rinnovo del Folketing. In seguito all'esito elettorale, Lars Løkke Rasmussen, espressione dei Liberali, divenne Ministro di Stato.

## Risultati
| Liste                            | Voti      | %     | Seggi |
| -------------------------------- | --------- | ----- | ----- |
| Socialdemocratici                | 925 288   | 26,31 | 47    |
| Partito Popolare Danese          | 741 173   | 21,08 | 37    |
| Venstre                          | 684 223   | 19,46 | 34    |
| Lista dell'Unità - I Rosso-Verdi | 273 870   | 7,79  | 14    |
| Alleanza Liberale                | 264 449   | 7,52  | 13    |
| L'Alternativa                    | 168 585   | 4,79  | 9     |
| Sinistra Radicale                | 160 672   | 4,57  | 8     |
| Partito Popolare Socialista      | 148 027   | 4,21  | 7     |
| Partito Popolare Conservatore    | 118 015   | 3,36  | 6     |
| Democratici Cristiani            | 29 148    | 0,83  | –     |
| Altri                            | 3 027     | 0,09  | –     |
| Fær Øer e Groenlandia            | –         | –     | 4     |
| Totale                           | 3 516 477 | 100   | 179   |